# Сухоборское сельское поселение (Кировская область)
Сухоборское сельское поселение — муниципальное образование в составе Слободского района Кировской области России.
Центр — посёлок Сухоборка.

## История
Сухоборское сельское поселение образовано 1 января 2006 года согласно Закону Кировской области от 07.12.2004 № 284-ЗО.
28 апреля 2012 года законом Кировской области № 141-ЗО поселение упразднено, населённые пункты переданы в состав Озерницкого сельского поселения.

## Состав
В состав поселения входят 12 населённых пунктов (население, 2010):
| - посёлок Сухоборка - деревня Агеево - деревня Березник - деревня Веселово - деревня Евстрашинцы - село Казань - деревня Конец | - деревня Кузьминек - посёлок Осарт - деревня Осиновка - деревня Перекоп - деревня Усолье |